# ZÉOSZ
A Zöldtető- és zöldfalépítők Országos Szövetsége (ZÉOSZ) a zöldtető- és zöldfalépítők vezető szakmai szervezete.
A ZÉOSZ 1998-ban alakult. A megalakulás előzménye, hogy az Épületszigetelők, Tetőfedők és Bádogosok Országos Szövetsége (ÉMSZ) zöldtetős tagozata szükségesnek látta, hogy a hazánkban is egyre inkább teret hódító zöldtetőépítés szakmai normáit rögzítse. Ennek érdekében németországi mintára célul tűzte ki egy országos érvényű zöldtetőépítési irányelv gyűjtemény összeállítását, amely részletesen taglalja a különböző szakterületek zöldtetőépítéssel kapcsolatos ajánlásait, szakmai elvárásait. E munka kapcsán kerültek szorosabb kapcsolatba a műszaki, ökológiai és növényalkalmazási területek ismertebb művelői és alakították meg a szövetséget avval a céllal, hogy Magyarországon minél több, európai normáknak is megfelelő jó minőségű zöldtető épüljön. Ennek érdekében a Szövetség felvállalta a szakmai színvonal folyamatos emelését, az egyetemi oktatásban a zöldtetőépítés szakképzését és a lakosság körében felvilágosító, népszerűsítő tevékenységgel hirdette a zöldtetők létesítésének ökológiai, műszaki és egyéb hasznát.
A ZÉOSZ tagjainak jó nemzetközi kapcsolatai révén hamar bekerült a nemzetközi vérkeringésbe. Megalakulása után azonnal tagja lett a Nemzeti Zöldtető Szövetségek Európai Föderációjának (EFB), képviseltette magát annak rendezvényein, szakmai tanácskozásain, evvel is biztosítva a töretlen szakmai fejlődést. 1999-ben a ZÉOSZ az EFB-vel közösen nemzetközi konferenciát szervezett. Ebből az alkalomból Demján Sándor, az ismert közéleti személyiség megkapta a nemzetközi szövetség kitüntető oklevelét a legnagyobb hazai zöldtető, a West End City Center építtetéséért. Ez az esemény nagy publicitást és országos ismertséget eredményezett a ZÉOSZ-nak. A zöldtetőépítés ügyének népszerűsítését mindig nagy lelkesedéssel végezte a szövetség, tagjai rendszeresen szerepeltek televíziós vagy rádiós adásokban, szakmai folyóiratokban, országos napilapokban.
A szövetség mindig szem előtt tartotta a szakmaiság növelését, a szakmát művelők összefogását. A rendszeres, aktív szövetségi élet (közgyűlések, klubnapok, hazai és nemzetközi tanulmányutak) mellett önálló szaklapot alapított Zöld-Tető-Kert címmel, mely másfél év alatt hat számot ért meg, benne aktualitásokkal és a szakmai fejlődést segítő, színvonalas írásokkal. A szakma összefogását és az egymástól tanulást segítette a több alkalommal meghirdetett „Év zöldtetője” pályázat, melynek eredménye újabb publicitást biztosított a résztvevőknek. Fontos és ma is feleleveníthető kezdeményezés volt 2000-ben, hogy pályázni lehetett a „ZÉOSZ által ajánlott termék” cím elnyerésére. Több alapanyaggyártó nyerte el, és használta mint marketingelemet, a ZÉOSZ pedig ezáltal bevételhez jutott.
A Szövetség mindig igyekezett a zöldtetőépítés ügyét magasabb fórumokon is képviselni. Találkozókat kezdeményezett állami tisztségviselőkkel, jogalkotást előkészítő személyekkel. 2001-ben a parlament környezetvédelmi bizottságának elnökével vitatta meg a támogatás lehetőségeit. Sokévi lobbitevékenységének eredményeként a legújabb OTÉK-ba már bekerült a zöldtetőépítés néhány fontos eleme is.
A ZÉOSZ, bár tagjai között túlsúlyban vannak a műszaki területek képviselői, mindig tudatosan képviselte az ökológiai szempontok érvényesítését, az esztétikai előnyök hangsúlyozását, a növények meghatározó szerepét az élhető városok létrehozásában. Ezért a tisztségviselői között mindig is meghatározóak voltak a növényekkel foglalkozó szakemberek, bár a szervezet működését leginkább a műszaki vonal képviselői biztosították. A Szövetség legjobban működő időszaka a 2000–2005 közötti évek voltak, amikor a taglétszám elérte a 100-at, és ennek mintegy fele cég volt. Az ismert közgazdasági nehézségek következtében a zöldtetőépítés lendülete is csökkent, a vállalkozások kénytelenek voltak költséget csökkenteni, aminek egyik szomorú eredménye volt a szakmai szervezetek kevésbé aktív támogatása.
Amennyiben a jelenleg mutatkozó remélhető fellendülés érezhetővé válik a zöldtetőépítésben is, a ZÉOSZ megújulásához szükséges a taglétszám emelkedése és egy olyan pozíció kiharcolása, amely lehetővé teszi, hogy a Szövetség a zöldtetőépítés szakmai kérdéseiben megkerülhetetlen, lehetőleg döntő tényező legyen. Teheti ezt azért is, mert az utóbbi években új területtel, a zöldfalépítéssel bővült az általa képviselt szakterület, tagjai sorában megtalálhatók az ismert hazai zöldfalépítők is.